# Molophilus erugatus
Molophilus erugatus är en tvåvingeart som beskrevs av Alexander 1960. Molophilus erugatus ingår i släktet Molophilus och familjen småharkrankar.
Artens utbredningsområde är Moçambique. Inga underarter finns listade i Catalogue of Life.